# Omar Mateen
Omar Mir Seddique Mateen (16 de novembro de 1986, Nova York - 12 de junho de 2016, Orlando), nascido Omar Mir Seddique foi um criminoso americano conhecido por matar pelo menos 50 pessoas no ataque a boate gay Pulse, em Orlando, na Flórida.

## Vida pessoal
Omar Mir Seddique nasceu em 16 de novembro de 1986, na cidade de Nova York, filho de pais afegãos, mas cresceu em Fort Pierce. Em 2006 pediu mudança de nome, e passou a se chamar  Omar Mir Seddique Mateen.
Foi casado de 2009 a 2011 com Sitora Yusufiy. Posteriormente, casou-se com Noor Salman.
Trabalhava desde 2007 como segurança armado para empresa G4S e possuía licença de porte de armas. Segundo Sitora, sua ex-mulher, ele tinha uma arma de baixo calibre e trabalhava como vigia em uma unidade para jovens infratores. Ela relatou que Mateen era  violento e psicologicamente instável, bipolar, e que, possivelmente, as razões de sua ação estariam ligadas a problemas de saúde mental.
Por diversas vezes, em 2013 e 2014, Omar foi investigado por ligações com radicais islâmicos, nada tendo sido provado.

## O ataque
Omar usou um rifle semi-automático AR15 e um revolver para realizar o ataque. Segundo a polícia, sua esposa, Noor Salman, é suspeita de saber do crime e não o impedir.
Por volta das 3h da madrugada do dia 12 de junho de 2016, Omar invadiu a boate gay Pulse, local que, segundo relatos de ex-colegas, ele costumava frequentar, atirando em todos que estavam no ambiente. Após mais de três horas com reféns e trocando tiros com a polícia, ele foi morto, por volta das 6h53' da manhã.
Omar teria feito uma ligação ao serviço de emergência durante o ataque, jurando lealdade ao ISIS. Depois, o ISIS declarou que um "combatente" do grupo havia feito o ataque, mas não especificou se esse combatente era mesmo Omar.

### Homofobia
Segundo o FBI, Omar Mateen "tinha inclinação" para o islamismo radical. Mateen havia sido interrogado várias vezes, em 2013 e 2014, e, em ambas as ocasiões, o FBI não descobriu nenhuma "relação substancial" entre ele e indivíduos ou organizações terroristas, de modo que as investigações foram encerradas. Manteen não estava na lista oficial de suspeitos por terrorismo e estava autorizado legalmente a portar armas.
O pai de Omar, Mir Seddique, disse em entrevista a rede americana NBC que o atentado não teria tido motivação religiosa, mas sim, preconceituosa. Segundo Seddique, Omar teria ficado irritado ao ver um casal gay se beijando na rua, e que o ataque, então, teria sido homofóbico.